# Jānis Birks
Jānis Birks (født 31. juli 1956 i Riga i Lettiske SSR) er en lettisk politiker. Han var borgmester i Riga i perioden 19. februar 2007 til 1. juli 2009.